# Thiacka Faye
Thiacka Faye (ur. 15 listopada 1987) – senegalski zapaśnik walczący w stylu wolnym. Zajął 32. miejsce na mistrzostwach świata w 2010. Zdobył trzy medale na mistrzostwach Afryki w latach 2014 – 2017. Srebro na igrzyskach frankofońskich w 2013, a brąz w 2017 roku.